# Queen America
Queen America es una serie web estadounidense de comedia oscura, creada por Meaghan Oppenheimer, que se estrenó el 18 de noviembre de 2018 en Facebook Watch. La serie sigue a una entrenadora de belleza que de repente se encuentra en la posición de entrenar a una participante no puesta a prueba y está protagonizada por Catherine Zeta Jones, Belle Shouse, Teagle F. Bougere, Rana Roy, Molly Price, Isabella Amara, y Megan West.

## Sinopsis
Queen America sigue a «Vicki Ellis, la entrenadora de concurso más renombrada (y despiadada) del estado, y a la desventurada Samantha Cole que espera que Vicki pueda convertirla en una candidata valiosa para el título de Miss América. Vicki está buscando desesperadamente mujeres jóvenes que compitan para ser Miss América por una razón; ella puede convertir a cualquier chica en una ganadora. Pero cuando se empareja con la hermosa pero sin pulir, Samantha, la reputación de Vicki podría estar en juego».

## Elenco y personajes

### Principales
- Catherine Zeta Jones como Vicki Ellis
- Belle Shouse como Samantha Cole
- Teagle F. Bougere como Nigel
- Rana Roy como Mary Clark
- Molly Price como Katie Ellis
- Isabella Amara como Bella Ellis
- Megan West como Brittany

### Recurrentes
- Tom Ellis como Andy
- Alexander England como Rick Bishop
- Judith Light como Regina
- Robert Pralgo como Bruce James
- Robb Derringer como Robert Crowe
- Charmin Lee como Nancy Summer
- Mickey Cole Jr. como Michael
- Jennifer Westfeldt como Mandy Green
- Victoria Justice como Hayley Wilson
- Cory Chapman como Kevin Cole
- Jayson Warner Smith como el Sr. Cole
- Jared Wofford como Parker
- Lucy Capri como Grace

## Producción

### Desarrollo
El 3 de mayo de 2018, se anunció que Facebook Watch había otorgado el desarrollo de una serie para una primera temporada que constaba de diez episodios. La serie fue creada por Meaghan Oppenheimer quien será la productora ejecutiva junto a Paul Lee, Bruna Papandrea, Casey Haver, Guymon Casady, Suzan Bymel, y Janice Williams. El 5 de junio de 2018, se informó que Alethea Jones dirigiría los diez episodios de la serie, además de servir como coproductora ejecutiva junto a Steve Hutensky. El 10 de septiembre de 2018, se anunció que la serie se estrenaría el 21 de noviembre de 2018, aunque luego se trasladó hasta el 18 de noviembre.

### Casting
Junto con el anuncio del pedido de la serie, se confirmó que Catherine Zeta Jones protagonizaría la serie. En julio de 2018, se anunció que Belle Shouse, Teagle F. Bougere, Rana Roy, Isabella Amara, Molly Price, y Megan West habían sido elegidas para papeles principales y que Jennifer Westfeldt, Victoria Justice, y Judith Light aparecerían en una capacidad recurrente.

### Rodaje
Según se informa, la fotografía principal de la serie comenzó el 18 de junio de 2018 y se prolongará hasta fines de agosto de 2018 en Atlanta, Georgia.

## Recepción
La serie ha recibido una respuesta crítica mixta a positiva desde su estreno. En Rotten Tomatoes, la serie posee un índice de aprobación del  67% basado en 6 reseñas. En Metacritic, que utiliza un promedio ponderado, asignó a la serie una puntuación de 54 sobre 100 sobre la base de 4 reseñas, lo que indica «críticas mixtas».